# Los Villares
Los Villares ist eine spanische Gemeinde. Sie befindet sich in der Autonomen Gemeinschaft Andalusien, in der Provinz Jaén. 2024 hatte die Gemeinde 6.079 Einwohner.

## Geografie
Die Gemeinde grenzt an Fuensanta de Martos, Jaén, Jamilena, Martos, Torredelcampo und Valdepeñas de Jaén.

## Geschichte
In der Römerzeit fand auf dem heutigen Gemeindegebiet eine Schlacht zwischen Römern und Karthagern statt. Der Ort entstand als sich verschiedene Ortsteile im Jahre 1540 unter dem Namen Los Villares vereinigten. 1600 erhielt der Ort das Stadtrecht.